# Чилійський прибережний хребет
Чилійський прибережний хребет (ісп. Cordillera de la Costa) — гірський хребет, що тягнеться з півночі на південь, уздовж тихоокеанського узбережжя Південної Америки, паралельно основному хребту Анд, від Морро-де-Аріка до півострова Тайтао, де закінчується на геологічному трійнику, відокремлює Центральну долину від Тихого океану. Часто вважається частиною Анд. Вулканічна активність в хребті відсутня, проте часті землетруси. Хребет має сильний вплив на клімат Чилі, оскільки він створює дощову тінь на сході.. Через це рослинність, що росте на схилах до моря, набагато рясніша, ніж у внутрішніх районах. Порівняно з прибережною низовиною та Центральною долиною, вона малонаселена з використанням землі, що варіюється від заповідних територій до випасу та лісівництва. Хребет представлений у всіх регіонах Чилі, за винятком регіонів Кокімбо та Магальянес.

## Географія
Як і в Андах, прибережний хребет стає все нижче чим далі на південь. 
Хребет починається в Морро-де-Аріка на півночі і досягає найвищої точки, 3114 м, у Сьєрра-Вікунья-Маккенна у регіоні Антофагаста. 
Між річками Коп’япо та Аконкагуа, у так званому регіоні Норте-Чико, хребет зливається з Андами. 
На північ від Сантьяго хребет відокремлюється від Анд, але знову наближається до нього поблизу Пайне, південного передмістя Сантьяго, і Сан-Фернандо. 
На південь Сантьяго хребет втрачає висоту до річки Біобіо, за якою здіймається хребет Науельбута, що сягає приблизно 1500 м у центральній частині. 
На південь від хребта Науельбута, в регіоні Арауканія, прибережний хребет замінюється рівнинною територією. 
На південь від річки Толтен хребет знову піднімається як Кордильєра-де-Онколь. 
За Корралєм цей хребет змінюється на Кордильєра-Пелада. 
Від протоки Чакао на південь хребет пронизує море, створюючи острови та півострова. 
Острів Чилое, найбільший з них, має два хребти: Кордильєра-дель-Піучен від протоки Чакао до озера Кукао та Кордильєра-де-Пірулиль у південній половині. 
На південь від Чилое частини хребта, що здіймаються над рівнем моря утворюють архіпелаги Гвайтекас і Чонос. 
Південний край хребта утворює півострів Тайтао і його підпівострів Трес-Монтес.

## Геологія
Хребет не має єдиного структурного чи літологічного походження, але є результатом вирівнювання горсту, крайових прогинів та піднятих блоків уздовж узбережжя Чилі. 
Хребет був відділений від Анд під час третинного підняття Анд через опускання Центральної долини.
Хребет складається з різних літологічних одиниць. 
Від регіону Вальпараїсо до розлому Ланалуе головною геологічною особливістю є Прибережний батоліт Центрального Чилі. 
Колись ці магматичні породи були частиною протоандського магматичного поясу. 
На південь від розлому Ланалуе головною геологічною особливістю хребта є метаморфічний комплекс Байя Манса, який складається з метаморфічних порід — кристалічних сланців. 
Аналогічно граніти північної частини узбережжя розташовані всередині Анд у цих широтах.
За часів міоцену в районах чилійського узбережжя діяло кілька вулканів. Наразі хребет не має жодних ознак вулканічної активності.
Північна частина Чилійського берегового хребта має низку родовищ залізної руди, відомих як Чилійський залізний пояс, що розташовані вздовж Атакамського розлому.